# Hans Blomqvist
Hans ("Hasse", "Hasse Brasse" eller "Brasse-Hasse") Blomqvist, född 17 mars 1975, är en svensk tidigare professionell fotbollsspelare. Blomqvist slog igenom med ett tekniskt spel men karriären, som på elitnivå innefattade spel för Västra Frölunda IF, IFK Göteborg och Gais, kantades av skador.

## Biografi
Hans Blomqvist kom fram under Torbjörn Nilssons tid som tränare i Västra Frölunda IF. Hans spelstil kännetecknades framför allt av en omtalad teknik och dribblingar. Hans genombrott i allsvenskan följde 1998 då Frölunda kom på en femteplats med Blomqvist som del i ett offensivt spelande lag. Blomqvist blev utsedd till Årets nykomling i allsvenskan 1998. Han blev även uttagen till Sveriges fotbollslandslag, där han emellertid endast fick spela en enda match. Han var under hela karriären mycket skadedrabbad, delvis på grund av en misskött diabetes, vilket omintetgjorde en större karriär.
Blomqvist spelade på grund av skador bara två matcher för Västra Frölunda i allsvenskan 1999, och han kunde inte spela en enda match när klubben åkte ur allsvenskan 2000. Blomqvist stannade kvar i klubben i två år i superettan, varav det första också det helt spolierades av skador. Hans återkomst i allsvenskan kom 2003 då han värvades av IFK Göteborg och dess nytillträdde tränare Bo Johansson. En smakstart följde i hans första match i IFK-tröjan, hemmapremiären mot Malmö FF, då Blomqvist gjorde två mål. Resten av säsongen blev emellertid en besvikelse och han lånades ut till Frölunda under hösten. År 2004 lämnade Blomqvist IFK för Gais, där han hösten 2005 avslutade sin karriär genom att göra ett viktigt mål på hemmaplan mot Landskrona BoIS i den första kvalmatchen till allsvenskan.
Blomqvist spelade sju matcher och gjorde sex mål i Masthuggets BK i Göteborgs division 6C våren 2006, innan han till slut lade fotbollsskorna på hyllan. Han arbetar nu som jurist.

## Klubbar
- Göteborgs FF (moderklubb)
- Västra Frölunda IF (1994–2002)
- IFK Göteborg (2003, under hösten 2003 utlånad till Västra Frölunda)
- Gais (2004–2005)
- Masthuggets BK (2006)
- Sveriges Rikes Lag (korplag, 2007-)